# Jean-Paul James
Jean-Paul James (Rennes, 14 luglio 1952) è un arcivescovo cattolico francese, dal 14 novembre 2019 arcivescovo metropolita di Bordeaux.

## Biografia

### Formazione e studi
Jean-Paul James è nato il 14 luglio 1952 a Rennes nell'omonima arcidiocesi. Dopo gli studi primari e secondari presso le Scuole cattoliche dell'Assomption e di Saint-Vincent di Rennes ha conseguito la licenza in scienze economiche presso l'Institut National de Sciences Economiques (INSEE) a Parigi.
È entrato, quindi, nel seminario maggiore Saint-Yves a Rennes, dove nel 1984 ha ottenuto il baccalaureato. Ha perfezionato i suoi studi di teologia a Roma, nel seminario francese, ottenendo la licenza in diritto canonico e laureandosi in teologia morale, presso la Pontificia Università Gregoriana.

### Presbiterato
È stato ordinato sacerdote il 22 settembre 1985.
Nel 1990 è divenuto professore di teologia morale presso il seminario maggiore di Rennes e responsabile del servizio vocazionale diocesano, incarichi che ha mantenuto fino al 1999, quando è divenuto rettore del medesimo seminario.

### Episcopato
Eletto vescovo di Beauvais il 9 gennaio 2003, è stato consacrato il 6 aprile successivo. L'8 luglio 2009 è stato trasferito alla sede vescovile di Nantes.
In seno alla Conferenza Episcopale Francese è membro del Consiglio per i rapporti interreligiosi e le nuove correnti religiose.
Il 14 novembre 2019 è stato promosso da papa Francesco alla sede metropolitana di Bordeaux.

## Genealogia episcopale e successione apostolica
La genealogia episcopale è:
- Cardinale Scipione Rebiba
- Cardinale Giulio Antonio Santorio
- Cardinale Girolamo Bernerio, O.P.
- Arcivescovo Galeazzo Sanvitale
- Cardinale Ludovico Ludovisi
- Cardinale Luigi Caetani
- Cardinale Ulderico Carpegna
- Cardinale Paluzzo Paluzzi Altieri degli Albertoni
- Papa Benedetto XIII
- Papa Benedetto XIV
- Papa Clemente XIII
- Cardinale Marcantonio Colonna
- Cardinale Giacinto Sigismondo Gerdil, B.
- Cardinale Giulio Maria della Somaglia
- Cardinale Carlo Odescalchi, S.I.
- Vescovo Eugène de Mazenod, O.M.I.
- Cardinale Joseph Hippolyte Guibert, O.M.I.
- Cardinale François-Marie-Benjamin Richard de la Vergne
- Vescovo Marie-Prosper-Adolphe de Bonfils
- Cardinale Louis-Ernest Dubois
- Cardinale Pierre-Marie Gerlier
- Vescovo Jean-Paul-Marie Vincent
- Arcivescovo François de Sales Marie Adrien Saint-Macary
- Arcivescovo Jean-Paul James

La successione apostolica è:
- Vescovo Alexandre de Bucy (2024)